# Ibn al-Qaṭṭā'
Abū al-Qāsim Alī ibn Jaʿfar ibn Alī ibn Muḥammad al-Saʿdī  (Arabo: أبوالقاسم علي بن جعفر بن علي بن محمد السعدي) comunemente conosciuto come Ibn al-Qatta' al-Siqilli (Arabo: إبن القطّاع الصقلي) (Sicilia, 1041 – Il Cairo, 1121) è stato un poeta, filologo, lessicografo e antologista arabo siciliano di lingua siculo-araba.È rinomato per i suoi importanti contributi alla conservazione e trasmissione della poesia araba siciliana.

## Biografia
Ibn al-Qatta' nacque nel 1041 in Sicilia, da cui deriva la nisba al-Siqilli (Arabo: الصقلي; Il Siciliano). L'isola, a quel tempo, era sotto il dominio dell'Emirato Kalbita di Sicilia. Era un discendente dei governanti Aghlabidi del IX secolo di Ifriqiya (Maghreb orientale). Gli Aghlabidi furono la prima dinastia musulmana a conquistare con successo l'isola di Sicilia dall'Impero Bizantino nell'827.
Ibn al-Qatta' proveniva da una famiglia nobile e colta. Ad esempio, suo padre, suo nonno e il suo bisnonno erano tutti rinomati per il loro interesse verso la letteratura e il sapere. Studiò in Sicilia sotto la guida di diversi studiosi locali e compose ra cui un'enciclopedia dedicata a 170 poeti arabo-siciliani dal titolo al-Durra al-Khatira fi Shu'ara al-Jazira (Arabo: الدرة الخطيرة في شعراء الجزيرة; Italiano: La Perla Preziosa sui Poeti dell'Isola) ma solo 70 operere sono giunte fino a noi.